# Politiske partier i Tchad
Dette er en liste over politiske partier i Tchad. 
Tchad er en etpartistat med Mouvement patriotique du Salut, som regerer. Oppositionspartier er tilladt, men er betragtet for små til ikke at have nogen rigtig chance for at opnå styrke. 

## Partierne

### Parlamentariske partier
- Mouvement patriotique du Salut
- Rassemblement pour la démocratie et le progrès
- Front des forces d'action pour la république
- VIVA-Rassemblement national pour le développement et le progrès
- Union nationale pour la démocratie et le renouveau
- Union pour le Rénouveau et la démocratie
- Action pour l'unité et le socialisme
- Action pour le renouveau du Tchad
- Mouvement populaire pour la démocratie au Tchad
- Convention nationale démocratique et fédérale
- Convention national démocratique et sociale
- Rassemblement pour la République - Lingui
- Rassemblement national pour la démocratie au Tchad - le Réveil
- Union nationale
- Rassemblement des forces démocratiques au Tchad